# Теленор Груп
Telenor Group е норвежка телекомуникационна компания, най-голямата в страната, един от водещите международни инвеститори в сектора на мобилните връзки. Седалището на фирмата е във Форнебу, близо до Осло.

## История
Основана е през 1855 г. под името „Telegrafverket“ като доставчик на телеграфни услуги. През 1966 г. компанията пуска в действие мрежа за мобилна телефонна връзка с ръчна комутация, която през 1981 г. е заменена с автоматичната мобилна мрежа Nordic Mobile Telephone, с което Норвегия става първата страна в Европа с автоматични мобилни връзки. От 1993 г. започва развитието на GSM мрежи. През 2004 г. въвежда в експлоатация търговска мрежа 3G (UMTS).
През октомври 2000 г. компанията е частично приватизирана и получава листване на фондовите борси.
Telenor е листвана на фондовата борса в Осло и през ноември 2015 г. има пазарна капитализация от 225 милиарда крони, което я прави третата по големина компания, листвана на OSE след DNB и Equinor (известна преди като Statoil).

## Собственици
Telenor е публична компания; основен акционер в нея е правителството на Норвегия, което притежава 54% от акциите. Акциите на компанията се търгуват на борсите OSE, NASDAQ и др. Пазарната капитализация на 6 октомври 2006 г. е била $22,8 млрд.

## Дейност
Основен бизнес на компанията е предоставяне на услуги чрез клетъчни мрежи. Telenor контролира мрежови оператори в Норвегия, Швеция, Дания (Telenor Дания), Унгария, Сърбия, Черна гора, Малайзия (DiGi.Com), Бангладеш (GrameenPhone), Пакистан, Индия, Тайланд, а от 2013 г. – и в България, след като купува 100% от акциите на българския провайдър Globul за €717 млн. В края на 2004 г. дъщерните мрежови оператори на Telenor са обслужвали 22,1 млн. абонати.
Освен в областта на клетъчните връзки Telenor заема съществени позиции на скандинавския пазар и в разпространението на ТВ-сигнал и широколентовия достъп до Интернет.
Общият брой на персонала на компанията е 35 121 души (към края на 2014 г.).
През януари 2022 г. Telenor България съобщава, че от 1 март с. г. компанията ще се нарича Yettel („Йеттел“). Промяната на името е част от по-широката инициатива за ребрандиране в България, Унгария и Сърбия, където телекомуникационните дружества, част от PPF, оперират под марката Telenor.

## Интересни факти
През 1994 г. Йон Стефенсон фон Течнер и Гейр Иварсьой, тогава служители на Televerket (днешният Telenor), разработват проект на браузъра Opera. През 1995 г. двамата основават фирмата Opera Software, за да продължат първоначалния изследователски проект на Telenor.